# Тюмерекова, Мария Ивановна
Мария Ивановна Тюмерекова (род. 12 августа 2000 года, Хакасия) — российская спортсменка (вольная борьба). Призёрка чемпионатов России, первенств мира и Европы по вольной борьбе. Мастер спорта международного класса.

## Биография
Мария родилась в селе Анчул Таштыпского района республики Хакасия. Начала заниматься вольной борьбой с начальной школы, ее первыми тренерами были Владимир Чучунов и Юрий Тюмереков. В студенческие годы начала представлять Кемеровскую область и тренироваться в г. Осинники, под руководством Григория Петровича Брайко.

## Спортивная карьера
Мария имеет в послужном списке медали из кадетских и юниорских первенств мира и Европы. В 2015 году она выиграла бронзовую медаль на первенстве мира среди кадетов в Босни и Герцеговине. В 2016 стала второй на первенстве мира в Грузии. В 2017 году стала победителем первенства Европы среди кадетов и финалисткой первенства мира. В 2018 году финишировала с бронзовыми наградами на взрослом чемпионате страны и на юниорском первенстве мира в Словакии. Годом позже, она стала чемпионкой Европы среди юниоров (до 20 лет), а так же третьей на первенстве мира в Эстонии. В 2020 году стала второй на чемпионате России. В 2021 году в Скопье, Северная Македония, стала победительницей чемпионата Европы до 23 лет и бронзовой призёркой чемпионата мира до 23 лет, который проходил в городе Белград, Сербия..

### 2023
В январе стала победителем международного турнира гран-при Иван Ярыгин. В июне выиграла бронзовую медаль на Чемпионате России. В августе заняла первое место на Играх стран СНГ в Солигорске (Республика Беларусь) и на Международном фестивале университетского спорта в Екатеринбурге (Россия).

### 2024
В январе выиграла во второй раз кубок Ивана Ярыгина в Красноярске, победив в финале монгольскую спортсменку Мункбат Мункбат. В мае добыла очередную бронзовую медаль чемпионата России.

## Спортивные результаты
Взрослый уровень:
- 2018 Чемпионат России — ;
- 2020 Чемпионат России — ;
- 2021 Чемпионат Европы до 23 лет (Северная Македония) — ;
- 2021 Чемпионат мира до 23 лет (Сербия) — ;
- 2021 Международный турнир памяти Циалковского (Польша) — ;
- 2022 Всероссийская спартакиада — ;
- 2023, 2024, Кубок Ивана Ярыгина — ;
- 2023 Чемпионат России — ;
- 2023 II Игры стран СНГ — ;
- 2023 Международный фестиваль университетского спорта — ;
- 2024 Чемпионат России — ;

Юниорский уровень
- 2018 Первенство мира (Словакия) — ;
- 2019 Первенство мира (Эстония) — ;
- 2019 Первенство Европы (Испания) — ;

Кадетский уровень
- 2015 Первенство мира (Босния) — ;
- 2016 Первенство мира (Грузия) — ;
- 2017 Первенство мира (Греция) — ;
- 2017 Первенство Европы (Босния) — ;